# Cikasarung
Cikasarung is een bestuurslaag in het regentschap Majalengka van de provincie West-Java, Indonesië. Cikasarung telt 2720 inwoners (volkstelling 2010).